# Elizabeth Johnson
Pour les articles homonymes, voir Johnson.
Elizabeth Johnson, née Reynolds le 8 juillet 1721 à Plympton (en) et morte le 14 mai 1800 à Great Torrington (tous deux dans le Devon, en Angleterre), est une publiciste anglaise qui a tenté de gagner l'une des récompenses offertes par le Longitude Act de 1714, qui offrait des récompenses monétaires à quiconque pouvait trouver une méthode simple et pratique pour la détermination précise de la longitude d'un navire. Johnson et Jane Squire sont les deux seules femmes connues à avoir fait une telle tentative car cela n'était pas considéré comme un sujet approprié pour les premières femmes modernes, en particulier compte tenu de ses dimensions financières, maritimes et gouvernementales.

## Biographie
Elizabeth Reynolds est née le 8 juillet 1721 à Plympton (en), dans le Devon, en Angleterre. Elle est la fille du pasteur Samuel Reynolds et de sa femme Theophilia. Elle a pour frère le célèbre artiste Sir Joshua Reynolds, qui l'a utilisée comme modèle pour des œuvres largement copiées à la manière noire. Les deux se querelleront plus tard sur le manque de piété de Joshua ainsi que sur la situation financière précaire et finalement la faillite de son mari.
Elle a aussi deux sœurs : l'auteur Mary Palmer (en) et la peintre Frances Reynolds (en).

## Vie conjugale
Le 7 janvier 1753, Elizabeth Reynolds épouse William Johnson à St. Michael and All Angels à Great Torrington, dans le Devon.
Le mariage a produit sept enfants avant que son époux n'abandonne la famille, laissant Elizabeth au moins en partie dépendante de ses activités littéraires.

## Publications
Les brochures religieuses de Johnson, à commencer par The Explication of the Vision to Ezekiel (« L'Explication de la vision à Ézéchiel ») en 1781, ont été écrites de manière anonyme - susceptibles d'échapper à toute critique des femmes publiant ou exprimant des idées religieuses. Le critique Tobias Smollett a commenté sarcastiquement ses œuvres antérieures en 1783 : « Comme les intentions de cet écrivain sont pieuses, ses capacités évidemment désordonnées et ses élucubrations absolument inintelligibles, ces trois brochures doivent être exemptées de critiques. » William Johnson Cory (en) a révélé plus tard la véritable identité de l'auteur des brochures dans une inscription manuscrite sur l'un des exemplaires de la brochure Ezekiel de la bibliothèque Bodléienne : « Cet étrange livre a été écrit par mon arrière-grand-mère Mrs Johnson, sœur de Sir Joshua Reynolds. Lorsqu'elle était extrêmement pauvre, elle l'a envoyé à Oxford pour le faire publier, étant une véritable passionnée. ».

## Longitude
The Astronomy and Geography of the Created World (« Astronomie et géographie du monde créé »), sa quatrième brochure, publiée en 1785, comprenait une courte référence à la longitude. La brochure se terminait par l'affirmation « que si la paume pour trouver la longitude n'est pas donnée à l'auteur de l'Explication of the Vision to Ezekiel, elle ne sera jamais donnée à un autre ». L'attribution moderne de la brochure Ezekiel à Johnson n'a révélé que récemment que l'auteur de l'ouvrage de 1785 était une rare chercheuse de longitude féminine, car elle est même restée anonyme lors de son envoi au Board of Longitude en 1786 dans l'espoir d'une récompense. Elle n'a pas réussi, et la brochure et la lettre ont ensuite été cataloguées par l'astronome royal George Airy dans un volume de correspondance du Board of Longitude qu'il a intitulé Irrational Astronomical Theories en 1858. Cependant, ce n'était pas la seule brochure moderne à aborder à la fois la religion et la longitude.
Elizabeth Johnson meurt à Great Torrington, dans le Devon, le 14 mai 1800.